# Polyommatini
I Polyommatini Swainson, 1827 sono una tribù cosmopolita di lepidotteri, appartenente alla famiglia Lycaenidae, sottofamiglia Polyommatinae.

## Tassonomia
I generi appartenenti a questo taxon sono:
- Actizera
- Aricia
- Azanus
- Brephidium
- Cacyreus
- Caleta
- Castalius
- Catochrysops
- Celastrina
- Cosmolyce
- Cupido
- Cupidopsis
- Cyaniris
- Cyclargus
- Danis
- Echinargus
- Eicochrysops
- Euchrysops
- Euphilotes
- Everes
- Famegana
- Glaucopsyche
- Hemiargus
- Iolana
- Jamides
- Lampides
- Leptotes
- Lycaenopsis
- Maculinea
- Nabokovia
- Nacaduba
- Petrelaea
- Philotes
- Philotiella
- Pithecops
- Plebejus
- Polyommatus
- Pseudochrysops
- Pseudolucia
- Pseudozizeeria
- Pycnophallium
- Scolitantides
- Tarucus
- Tuxentius
- Una
- Zintha
- Zizeeria
- Zizera
- Zizina
- Zizula

Risulta inoltre da chiarire del tutto l'appartenenza a questa tribù dei seguenti generi:
- Albulina
- Chilades
- Epimastidia
- Harpendyreus
- Itylos
- Neopithecops
- Nothodanis
- Orachrysops
- Palaeophilotes
- Perpheres
- Pistoria
- Praephilotes
- Pseudonacaduba
- Pseudophilotes
- Sinocupido
- Subsolanoides
- Tartesa
- Udara